# Wilson Simonal
Wilson Simonal de Castro (Rio de Janeiro, 23 de febrer de 1938 - São Paulo, 25 de juny de 2000) va ser un cantant i compositor brasiler de gran èxit en la dècada del 1960 i la dècada del 1970, fins i tot va dirigir un programa de la cadena de televisió TV Tupi (Spotlight) i dos programes de TV Record, Show em Si... Monal i Vamos S'imbora, i signant el que es considerava aleshores el major contracte de publicitat d'un artista brasiler, amb l'empresa anglo-neerlandesa Royal Dutch Shell.

## Biografia
Cantant amb una tècnica minuciosa i una destacada qualitat vocal, Simonal va veure la seva carrera decaiguda després de l'episodi en què el seu nom es va vincular amb uns agents dels DOPS -el departament governamental responsable de la repressió a comunistes, anarquistes, sindicats i moviments socials durant la dictadura militar al Brasil- que van torturar Raphael Viviani, comptable del cantant,. El cantant acabaria sent processat i condemnat per extorsió per segrest, i, en el transcurs d'aquest procés, va escriure un document en el qual afirmava ser un denunciant, que el va acabar portant a l'ostracisme i a la condició de pària en la música popular brasilera.
Els seus èxits principals són Balanço Zona Sul, Lobo Bobo, Mamãe Passou Açúcar em Mim, Nem Vem Que Não Tem, Tribute to Martin Luther King, Sá Marina (que va ser regravat en anglés per Sérgio Mendes i Stevie Wonder, titulada Pretty World), País Tropical (de Jorge Ben, el que seria el seu major èxit comercial), i A Vida É Só pra Cantar. Simonal va tenir una filla, Patrícia, i dos fills, també músics, Wilson Simoninha i Max de Castro.
Va morir als 62 anys, a causa d'una cirrosi hepàtica provocada per la seva addicció a l'alcohol.

## Homenatges
L'any 2009, la vida del cantant carioca va ser duta a les pantalles, amb el documental Simonal: Ninguém Sabe o Duro que Dei. El film va rebre 4 guardons en el. El 2012, Wilson Simonal va ser escollit el quart millor cantant brasiler de tots els temps per la revista Rolling Stone Brasil. El 2018 es va estrenar una biopic sobre l'artista, Simonal, dirigit per Leonardo Domingues i amb Fabrício Boliveira interpretant el paper principal.